# Тотън (ледник)
Ледникът Тотън (на английски: Totten Glacier) е голям долинен ледник с дължина 64 km и ширина до 32 km, разположен в Източна Антарктида, Бряг Сабрина на Земя Уилкс. Води началото си от Антарктическото плато на височина около 800 m, „тече“ на север и се влива се от юг в Индоокеанския сектор на Южния океан, между заливите Николай Зубов на запад и Миклухо-Маклай на изток чрез голям ледников език.
Големият му ледников език е открит на 10 февруари 1840 г. от американската антарктическа експедиция (1838 – 42), възглавявана от Чарлз Уилкс. На базата на направените аерофоноснимки от американската антарктическа експедиция през 1946 – 47 г. ледникът е детайлно картиран, а по-късно Американският Консултативен комитет по антарктическите названия го наименува в чест на лейтенант Джордж Тотън (1816 – 1857), старши офицер в експедицията на Чарлз Уилкс.